# سابنرات اینسنگ
سابنرات اینسنگ (انگلیسی: Subenrat Insaeng؛ زادهٔ ۱۰ فوریهٔ ۱۹۹۴) ورزشکار دو و میدانی اهل تایلند است.